# Litchfield Park
Litchfield Park est une ville dans le comté de Maricopa, en Arizona, aux États-Unis.

## Démographie
En 2007, sa population était de 5 593 habitants pour une densité de 690 hab/km2.
| 1970  | 1980  | 1990  | 2000  | 2010  | - |
| ----- | ----- | ----- | ----- | ----- | - |
| 1 664 | 3 657 | 3 303 | 3 810 | 5 476 | - |